# Sulă

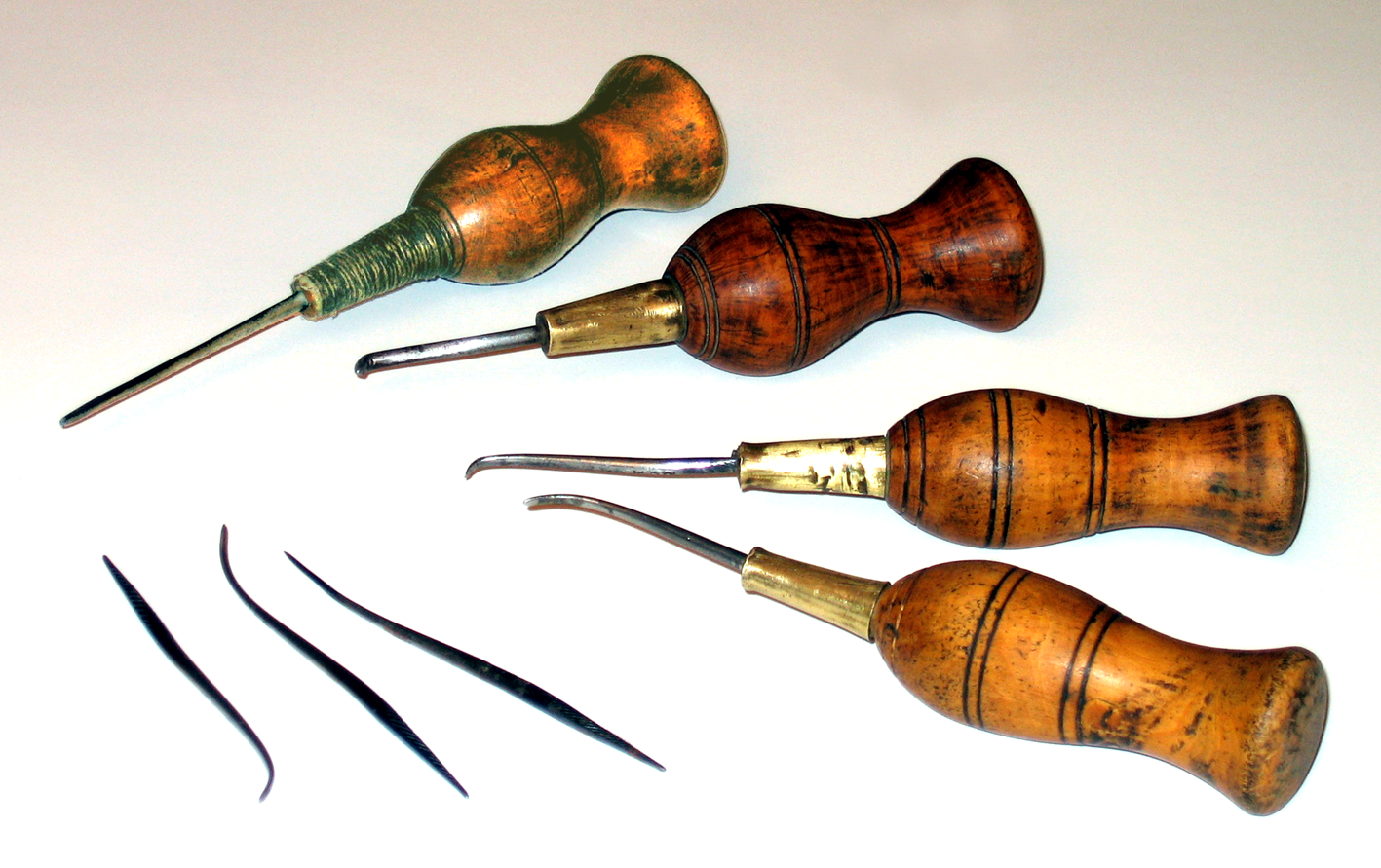
Tipuri de sule folosite în cizmărie

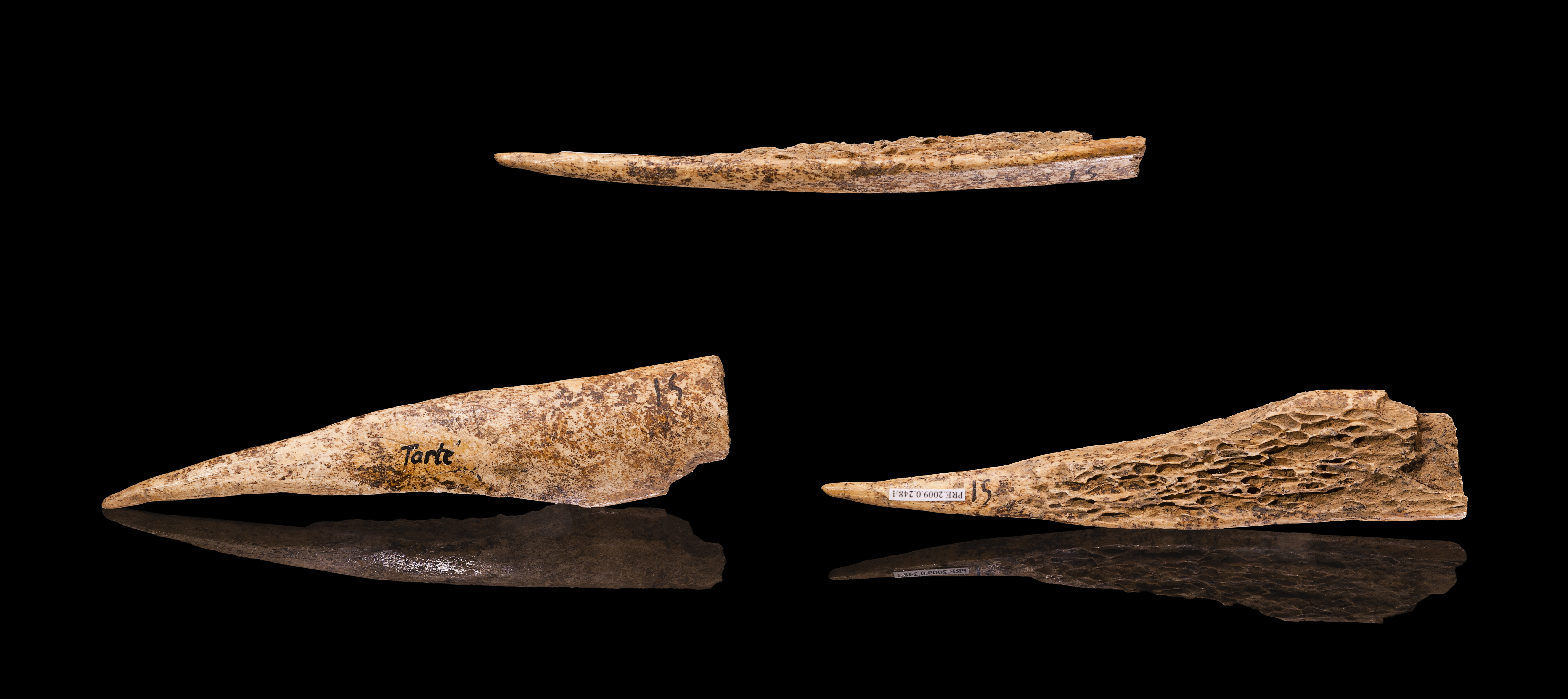
Sulă din paleolitic.

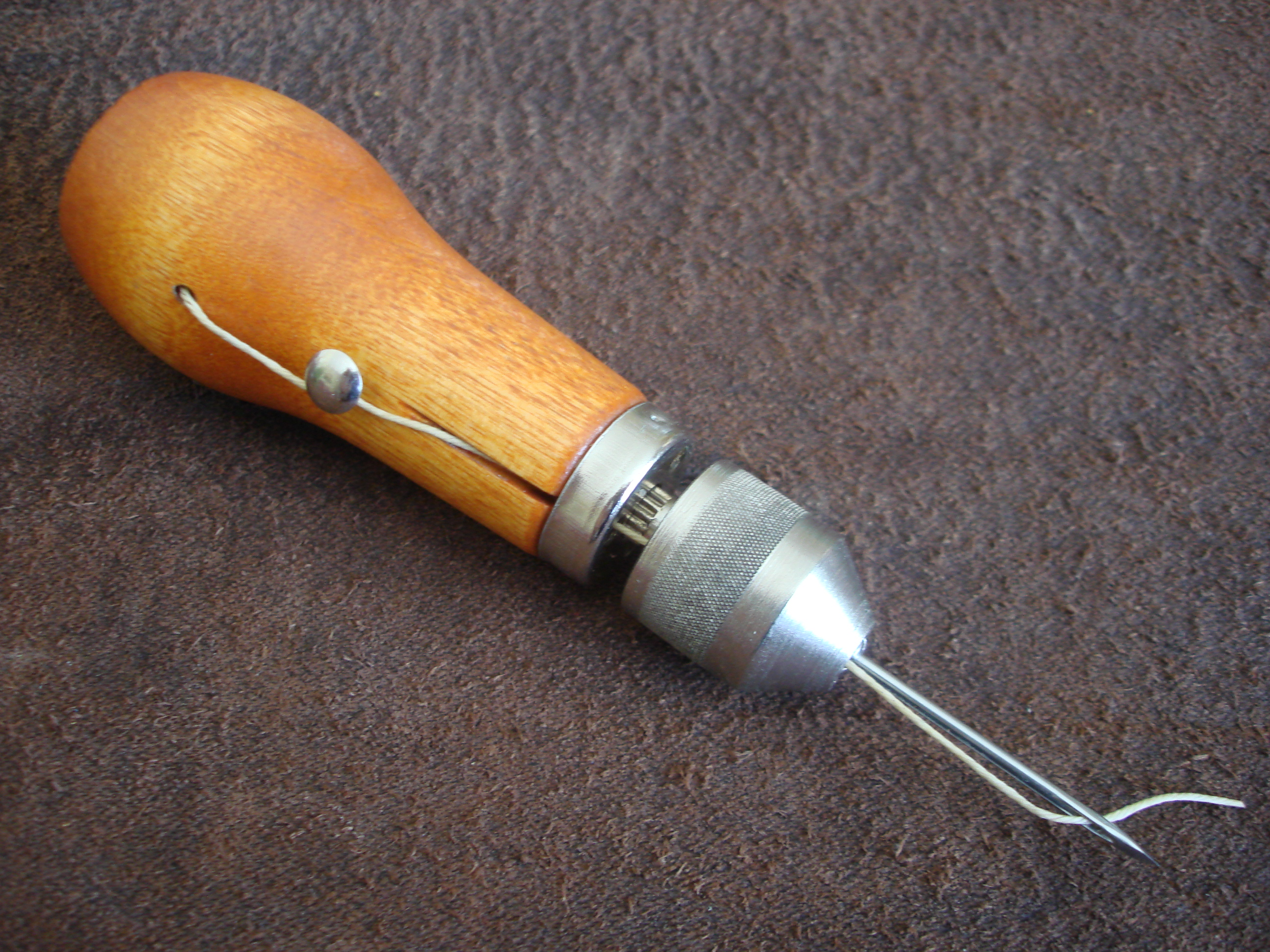
Sulă folosită pentru a găuri şi a trage acul cu aţă

Sula este o unealtă (folosită de cizmari și de cojocari) formată dintr-un ac lung și gros de oțel, drept sau curb, fixat într-un mâner, cu care se găurește pielea, talpa etc. spre a putea petrece acul sau ața prin ele.